# Alticola roylei
Alticola roylei és una espècie de mamífer rosegador de la família dels cricètids. És endèmic del nord de l'Índia, on viu a altituds d'entre 2.500 i 4.300 msnm. Es tracta d'un animal diürn i herbívor. El seu hàbitat natural són les zones rocoses montanes subtropicals i temperades. Està amenaçat pel sobrepasturatge, l'expansió urbana i la pertorbació del seu medi.
L'espècie fou anomenada en honor del metge i botànic britànic John Forbes Royle.